# 켈리 팩카드
켈리 팩카드(Kelly Packard, 1975년 1월 29일 ~ )는 미국의 배우, 텔레비전 배우, 모델, 영화배우이다.
글렌데일에서 태어났다.

## 영화
- 스톡드 바이 마이 네이버 (2015년)
- 조 곤 (2014년)
- 내 여자친구의 남자친구 (2010년)
- 오토 포커스 (2002년)
- 리틀 빅풋 (1997년)
- 영혼과 기적 (1991년)
- SOS 해상 구조대 (1989년)